# Leopoldo González Carvajal y Zaldúa
Leopoldo González Carvajal y Zaldúa (Avilés, 1838-La Habana, 1909) fue un político e industrial español asentado en Cuba, varias veces senador en las Cortes de la Restauración. Fue el primer marqués de Pinar del Río.

## Biografía
Nació en 1838 en la ciudad asturiana de Avilés. Se estableció de joven en Cuba, protegido por el primo de su padre, Manuel González-Carvajal, miembro de la oligarquía habanera. Se le concedió el título nobiliario de marqués de Pinar del Río. Hizo sus primeros estudios literarios en la Universidad de Oviedo y marchó muy joven a la isla de Cuba, donde se dedicó en un principio a la industria tabacalera. Fue concejal y teniente de alcalde del Ayuntamiento de La Habana. Condecorado por el Gobierno español con las grandes cruces del Mérito Naval y de Isabel la Católica, también ejerció como senador del reino en varias ocasiones, por la provincia de La Habana.Fue vocal de la directiva del periódico Diario de la Marina y de La Unión Constitucional. Falleció en La Habana en 1909. Había sido presidente del Casino Español de La Habana.